# Bahnhof Ichinoseki
Der Bahnhof Ichinoseki (japanisch 一ノ関駅 Ichinoseki-eki) befindet sich in Ichinoseki in der Präfektur Iwate. Der Bahnhof ist ein wichtiger Eisenbahnknotenpunkt.

## Linien
Ichinoseki wird von den folgenden Linien bedient:
- JR East Tōhoku-Shinkansen
- Tōhoku-Hauptlinie
- Ōfunato-Linie

## Beschreibung der Anlage
Der Bahnhof verfügt über einen einzigen Seitenbahnsteig und einen Inselbahnsteig, der die Tōhoku-Hauptlinie und die Ōfunato-Linie bedient, und ein Paar erhöhter gegenüberliegender Seitenplattformen für den Tōhoku Shinkansen. Der Bahnhof verfügt über eine mit Midori no Madoguchi besetzte Kasse.

## Geschichte
Der Bahnhof Ichinoseki wurde am 16. April 1890 auf der heutigen Tōhoku-Hauptlinie eröffnet. Der Betrieb auf der Ōfunato-Linie begann am 26. Juli 1925 und auf dem Tōhoku Shinkansen ab dem 23. Juni 1982. Der Bahnhof wurde nach der Privatisierung der Japanese National Railways (JNR) am 1. April 1987 in das JR East-Netz aufgenommen.

## Nutzung
Im Jahr 2018 nutzten im Durchschnitt täglich 4.398 Personen die Linien.

## Bilder

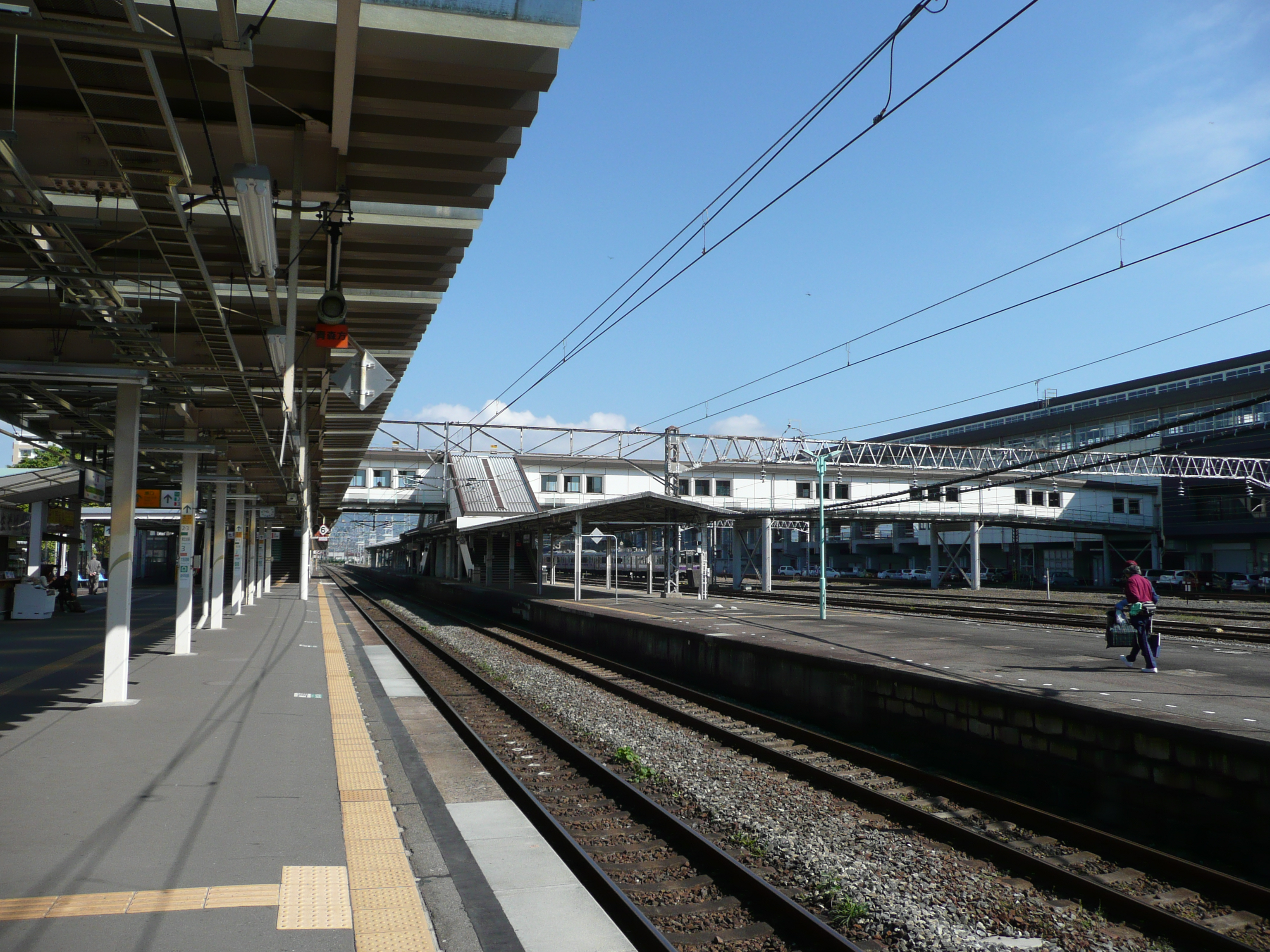
Eine Plattform
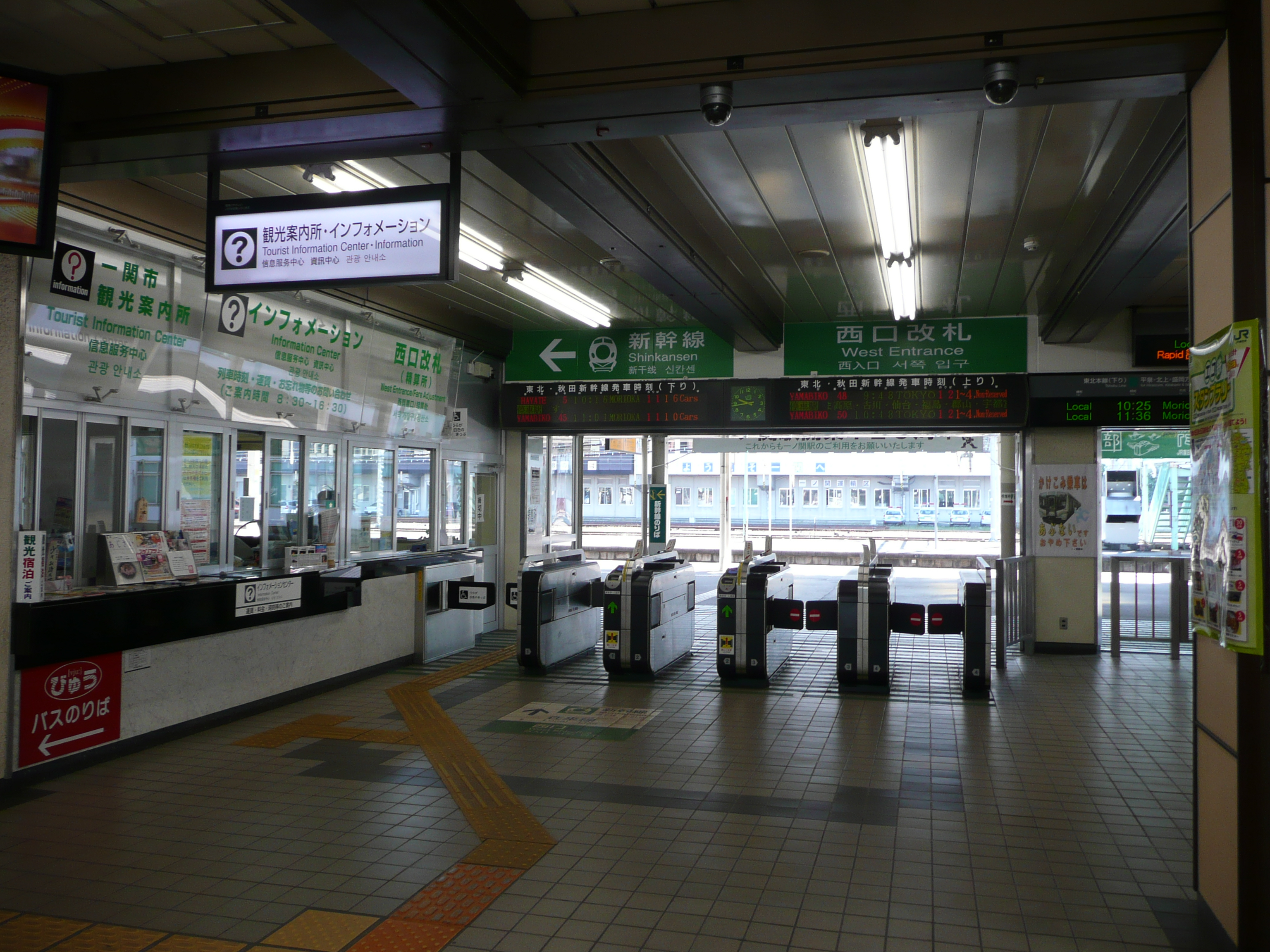
Westausgang
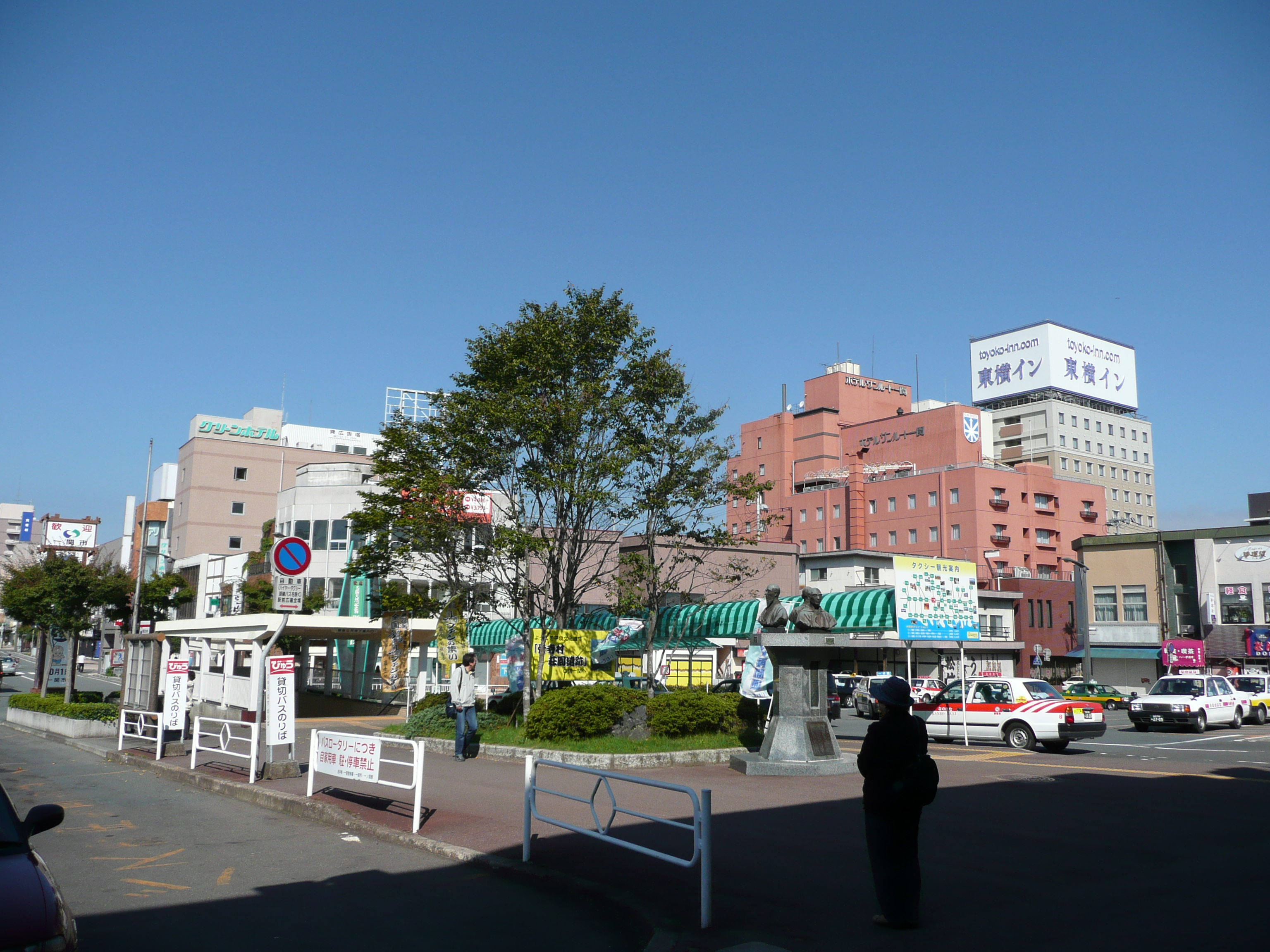
Vor dem Bahnhof
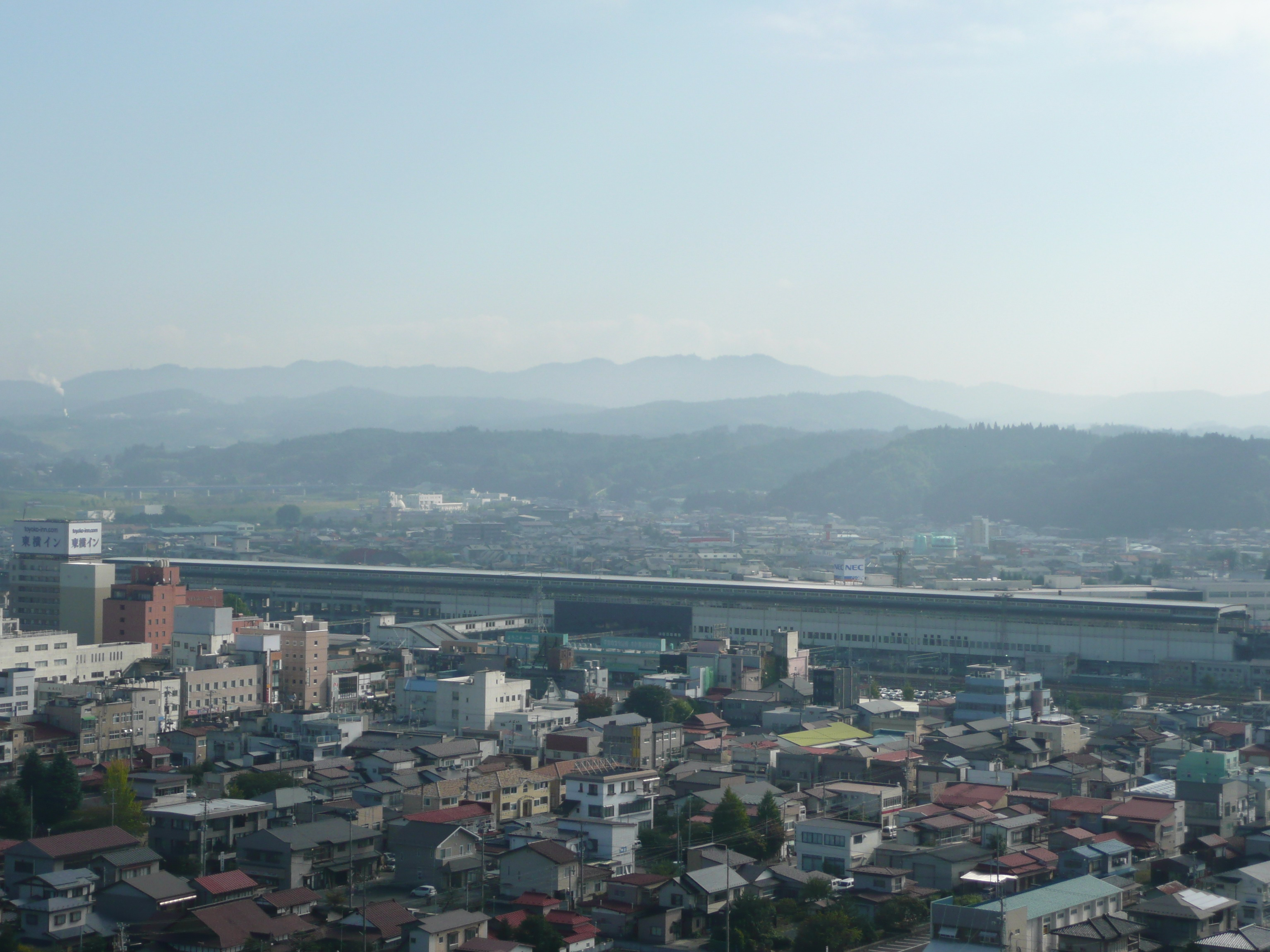
Bahnhof Ichinoseki
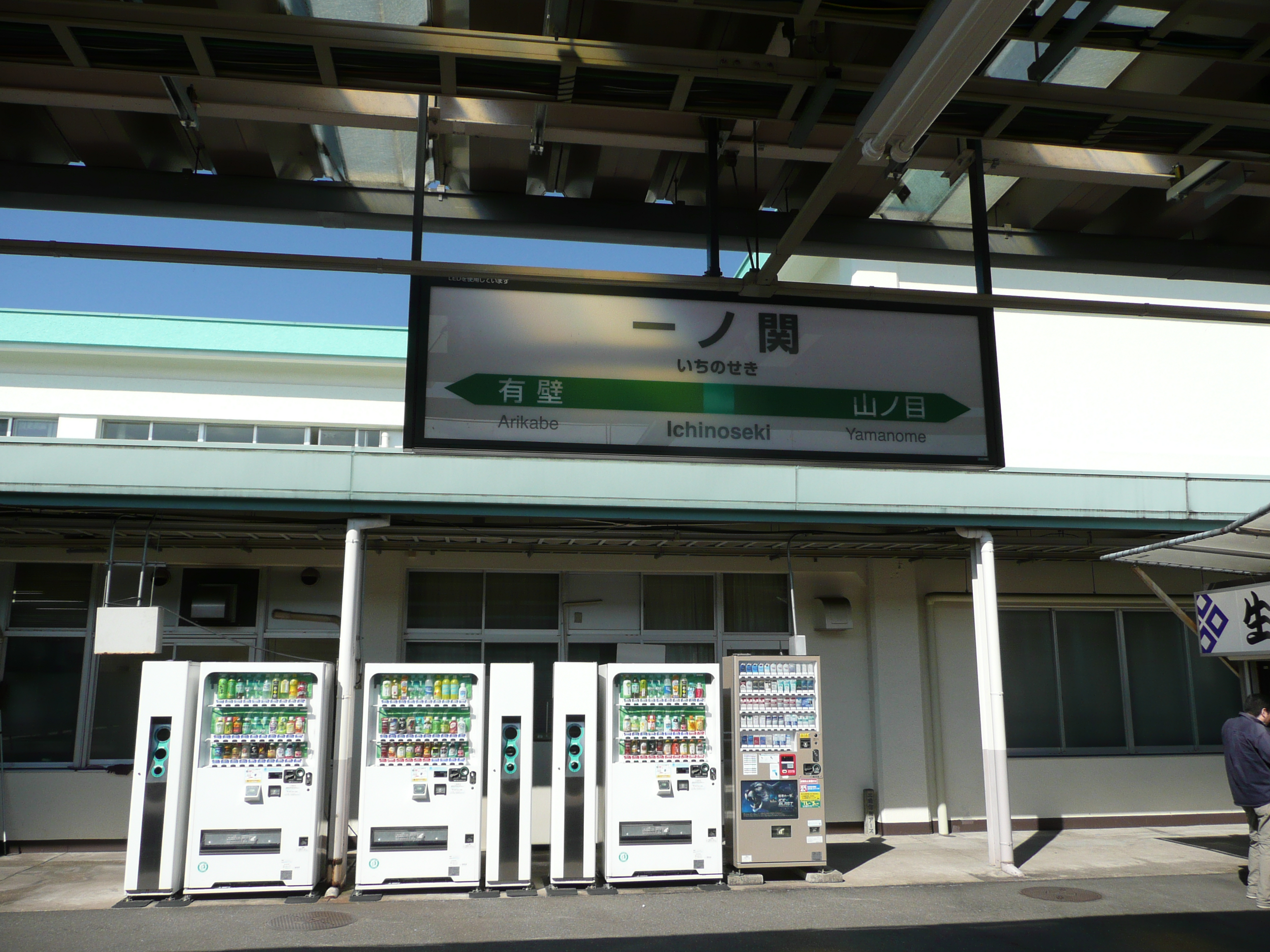
Stationsschild am Gleis der Tōhoku-Hauptlinie
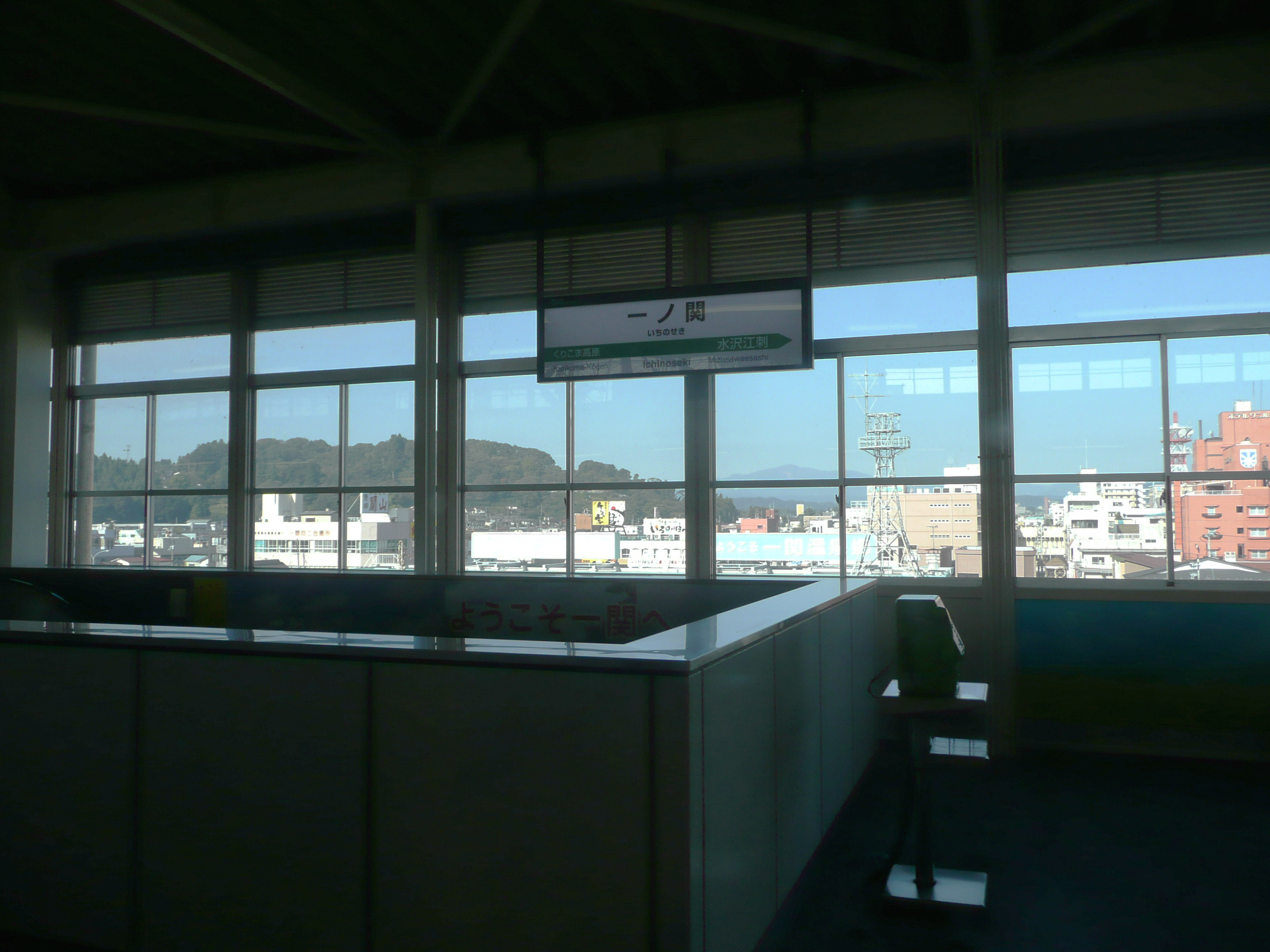
Stationsschild am Gleis der Tōhoku-Shinkansen